# Saint-Clair-sur-les-Monts
Saint-Clair-sur-les-Monts és un municipi francès situat al departament del Sena Marítim i a la regió de Normandia. L'any 2007 tenia 646 habitants.

## Demografia

### Població
El 2007 la població de fet de Saint-Clair-sur-les-Monts era de 646 persones. Hi havia 210 famílies de les quals 21 eren unipersonals (8 homes vivint sols i 13 dones vivint soles), 67 parelles sense fills, 109 parelles amb fills i 13 famílies monoparentals amb fills.
La població ha evolucionat segons el següent gràfic:
Habitants censats

### Habitatges
El 2007 hi havia 228 habitatges, 215 eren l'habitatge principal de la família, 5 eren segones residències i 7 estaven desocupats. 216 eren cases i 13 eren apartaments. Dels 215 habitatges principals, 180 estaven ocupats pels seus propietaris, 33 estaven llogats i ocupats pels llogaters i 3 estaven cedits a títol gratuït; 2 tenien una cambra, 6 en tenien dues, 15 en tenien tres, 42 en tenien quatre i 150 en tenien cinc o més. 203 habitatges disposaven pel capbaix d'una plaça de pàrquing. A 79 habitatges hi havia un automòbil i a 127 n'hi havia dos o més.

### Piràmide de població
La piràmide de població per edats i sexe el 2009 era:
| Homes | Edats   | Dones |
| ----- | ------- | ----- |
| 0     | 95 o +  | 0     |
| 0     | 90 a 94 | 0     |
| 4     | 85 a 89 | 0     |
| 4     | 80 a 84 | 0     |
| 8     | 75 a 79 | 8     |
| 24    | 70 a 74 | 12    |
| 0     | 65 a 69 | 8     |
| 16    | 60 a 64 | 12    |
| 0     | 55 a 59 | 4     |
| 12    | 50 a 54 | 16    |
| 20    | 45 a 49 | 20    |
| 28    | 40 a 44 | 28    |
| 24    | 35 a 39 | 16    |
| 24    | 30 a 34 | 36    |
| 16    | 25 a 29 | 12    |
| 12    | 20 a 24 | 8     |
| 12    | 15 a 19 | 16    |
| 12    | 10 a 14 | 16    |
| 36    | 5 a 9   | 28    |
| 20    | 0 a 4   | 16    |

## Economia
El 2007 la població en edat de treballar era de 436 persones, 310 eren actives i 126 eren inactives. De les 310 persones actives 291 estaven ocupades (165 homes i 126 dones) i 20 estaven aturades (9 homes i 11 dones). De les 126 persones inactives 35 estaven jubilades, 54 estaven estudiant i 37 estaven classificades com a «altres inactius».

### Ingressos
El 2009 a Saint-Clair-sur-les-Monts hi havia 221 unitats fiscals que integraven 633,5 persones, la mediana anual d'ingressos fiscals per persona era de 19.841 €.

### Activitats econòmiques
Dels 17 establiments que hi havia el 2007, 2 eren d'empreses de fabricació d'altres productes industrials, 8 d'empreses de construcció, 2 d'empreses de comerç i reparació d'automòbils, 1 d'una empresa d'hostatgeria i restauració, 2 d'empreses d'informació i comunicació i 2 d'empreses financeres.
Dels 6 establiments de servei als particulars que hi havia el 2009, 1 era un paleta, 3 fusteries, 1 lampisteria i 1 electricista.
L'any 2000 a Saint-Clair-sur-les-Monts hi havia 3 explotacions agrícoles.

## Equipaments sanitaris i escolars
El 2009 hi havia una escola elemental.

## Poblacions més properes
El següent diagrama mostra les poblacions més properes.